# Rycerz Święty Jerzy
Rycerz Święty Jerzy – polski galeon, zbudowany w latach 1625-1627 w Pucku. W niektórych źródłach może występować pod nazwą niemiecką Sankt Georg lub Ritter Sankt Georg.

## Historia
„Rycerz Święty Jerzy”, zwykle zapisywany w źródłach w formie skróconej jako „Święty Jerzy”, był galeonem średniej wielkości zbudowanym dla polskiej floty Zygmunta III. Wodowany został prawdopodobnie w Pucku w 1625 roku, a wyposażony ostatecznie w 1627 roku. Był jednym z dwóch największych polskich okrętów tego okresu.
„Rycerz Święty Jerzy” był okrętem admiralskim (flagowym) polskiej floty podczas zwycięskiej bitwy z eskadrą szwedzką pod Oliwą 28 listopada 1627 roku. Dowodził nim wtedy admirał Arend Dickmann, na jego pokładzie znajdował się też kapitan Jan Storch dowodzący polską piechotą morską, a szyprem był Hieronim Teschke. Podczas bitwy „Święty Jerzy” ostrzelał i dokonał abordażu szwedzkiego okrętu admiralskiego – galeonu „Tigern”. Walka wręcz zakończyła się zdobyciem „Tigerna”. „Święty Jerzy” oddał też w tej bitwie  celną salwę burtową do szwedzkiego galeonu wiceadmiralskiego „Pelikanen”. Pod koniec bitwy admirał Dickmann poniósł śmierć na pokładzie „Tigerna” trafiony przypadkową kulą armatnią z „Pelikanen”; w jej toku zginął też trafiony z muszkietu kapitan Jan Storch. Sam okręt odniósł w bitwie uszkodzenia, w tym trzy trafienia poniżej linii wodnej.
2 maja 1628 r. nowym kapitanem okrętu został dotychczasowy szyper Hieronim Teschke. Po północy 6 lipca 1628 roku, podczas ataku szwedzkich wojsk na polskie okręty u ujścia Wisły koło twierdzy Latarnia (Wisłoujście), „Święty Jerzy” wszedł na mieliznę, z której w końcu zszedł, lecz został w tym czasie poważnie uszkodzony przez szwedzką artylerię polową, nabrał wody i ponownie osiadł na dnie. W czasie walki zginął kapitan Teschke. Nad ranem 6 lipca „Święty Jerzy” został opuszczony przez załogę i spłonął, kiedy reszta polskich okrętów wycofała się w górę rzeki.

## Dane
- pojemność: 200 łasztów (ok. 400 ton)[3]
- długość kadłuba między stewami - ok. 34 m (120 stóp amsterdamskich)[3]
- szerokość kadłuba - ok. 7,4 m (26 stóp amsterdamskich)[3]
- załoga: 50 marynarzy i do 100 żołnierzy piechoty morskiej[12]
- uzbrojenie: 31 dział różnych wagomiarów w baterii burtowej[12]